# Оля Ал-Ахмед
Оля Ал-Ахмед (творчески псевдоним на Олга-Жаклин Нури Садик), е български журналист, публицист, преводач и специалист по връзки с обществеността от судански произход. Авторка е на редица статии, политически анализи, интервюта със световноизвестни личности. Дългогодишна преводачка от и на арабски език.
Оля Ал-Ахмед първа открива факта за ареста на българските медици в Либия. Нейна заслуга е преводът от арабски на български на Либийския наказателен кодекс и обвинителния акт срещу българските медици в Либия, само за една нощ, през 2000 година.
Работила е като преводач в ефира на „Шоуто на Слави“ по BTV, и в други телевизии.
Носителка е на 38 награди за журналистика и публицистика, включително „Най-добър журналист за 2022“ в „Мисия: Общество“, „Журналист без граници“ и „Най-добър международен журналист за 2024“  от Balkan Media Awards. 
През 2023 г. и се присъжда награда за „най-обективно отразяване на земетресението в Сирия и Турция, и войната в Судан“, както и наградата „Social and Cultural Contribution Award“ от Women Leaders Awards, за принос в опазването на културното наследство на България.
Превеждала е на редица видни личности и държавни глави като президента на СССР Михаил Горбачов, руския опозиционер Борис Немцов, министъра на външните работи на Русия Евгени Примаков, певци и артисти като група Тату, Дима Белан, Алсу и др. 
Работи като експерт в отдел Бежанско-мигрантска служба към Българския червен кръст (БЧК) по време на конфликта в Сирия, специалист по връзки с обществеността в Българската телеграфна агенция БТА до 2020 г. Владее свободно английски, арабски, руски и испански език.

## Биография
Родена е на 21 април 1967 г. в София, България. Баща ѝ д-р Нури Садик е суданец от нубийски произход, а майка ѝ е българската поетеса Ваня Петкова – внучка на имигрирал белогвардейски генерал и украинка от Полтава.
Оля Ал-Ахмед учи и прекарва пет години от детството си в Хавана, Куба, по време на дипломатическата кариера на майка ѝ в българското посолство там, преди да се върнат в София, където завършва средното и висшето си образование.
Завършва Софийския университет „Климент Охридски“ през 1989 г., със специалност Арабска филология и втора специалност журналистика и английски език. През 1990 година прави специализация в сирийската столица Дамаск и защитава аспирантура по съвременна арабска литература на тема „Жената в поезията на Низар Каббани“ при професор Наим Яфи.
В периода от 1999 – 2003 г. завършва няколко магистратури – Връзки с обществеността (PR) 1999 – 2000 г. и магистър по Здравен мениджмънт – 2000 г. в Института за следдипломна квалификация към Университета за национално и световно стопанство, където взима професионална квалификация – бизнес курс по Мениджмънт и администрация.
От самото начало на кариерата си Оля Ал-Ахмед изследва проблематиката на билингвизма на децата от „смесените“ бракове и има редица научни публикации в тази област.
Работи като журналист, специален кореспондент и редактор в отдел „Международна информация“ в Стандарт Нюз до 2017 г., и специалист по връзки с обществеността в Българската телеграфна агенция БТА от 2017 до 2021 г.
Оля Ал-Ахмед е член на Съюза на българските журналисти, член на Сдружението на испаноговорещите журналисти в България, член на Българската асоциация на журналистите и писателите, пишещи за туризъм (ABUJET), член на Международната асоциация на журналистите и писателите, пишещи за туризъм (FIJET), член на Международната федерация на журналистите, и е носител е на 37 награди за журналистика и публицистика, включително „Най-добър журналист“ в мисия „Общество“ за 2022 г. от Balkan Media Awards.
Разведена, има двама сина – Насър и Джоузеф.

## Преводаческа дейност
Оля Ал-Ахмед първа открива факта за ареста на българските медици в Либия. Нейна заслуга е преводът на Либийския наказателен кодекс и обвинителния акт срещу медиците само за една нощ. Дългогодишен преводач от/на арабски език.
Работила е като преводач от руски език по време на ефир в предаването „Шоуто на Слави“ на BTV, и в други телевизии.
Преводач е на документалните филми на журналистката Елена Йончева: „Сирия, бунтовниците на Алепо“ (2013) и „Безпощаден мартиролог“ (2014). Преводач е на документални филми за бежанците по европейските телевизии Euronews и Arte TV. Автор е на Българо-арабски медицински разговорник.
Превеждала е на много видни личности и държавни глави като президента на СССР – Михаил Горбачов, и руския опозиционер Борис Немцов.

## Журналистическа дейност
Журналист с дългогодишна практика в редица издания като „Преса“, „24 часа“, „Труд“, „Новинар“, „Стандарт“, „Тракийско слово“, „Словото“, „Трета възраст“, „Марица“ и др. През последните няколко години е била специален кореспондент за Русия и Близкия Изток и редактор в отдел „Международна информация“ във вестник Стандарт“, журналист и Експерт Връзки с обществеността в Българската Телеграфна Агенция – БТА, специален кореспондент, автор и редактор в информационна агенция „Факти“.   
Новинар – Гласът на новините на радио ФОКУС, както и автор на редица интервюта и публикации в агенция „Фокус“.  
Журналист във вестник „Стандарт“ от 2011 г. до 2017 г. – редактор и автор в отдел Международна политика, коментатор на обществените процеси в Русия, Украйна и Сирия. Специален пратеник на вестник „Стандарт“ за Русия и Близкия Изток.
Журналист и специалист по връзки с обществеността в Българската телеграфна агенция БТА от 2017 г. до 2021 г.
Автор и редактор в информационна агенция ФАКТИ от 2021 г. до 2023 г.
Новинар и радиоводеща в радио ФОКУС от ноември 2023 г.

## Поезия
През септември 2012 г. Оля Ал-Ахмед издава първата си стихосбирка „Огледало“, посветена на майка ѝ – българската поетеса Ваня Петкова.
„Черното кокиче“ е втората ѝ стихосбирка, автобиографична. Художник-илюстратор на книгите ѝ е по-малкият ѝ син, актьорът и режисьор Джоузеф Ал Ахмад.
През 2024 година издава „Цвете от куршуми“ – избрана лирика. Стихосбирката е илюстрирана с картини на българската поетеса и майка на авторката – Ваня Петкова. Художник-илюстратор на книгите ѝ е по-малкият ѝ син, актьорът и режисьор Джоузеф Ал Ахмад.
Оля Ал-Ахмед пише книгите си в село Езерово, в къщата-музей „Ваня Петкова“ на нейната майка, където поетесата прекарва последните 9 години от живота си и написва последните си литературни произведения. Къщата-музей е в самото начало на селото, с паметна плоча, дарена от Община Първомай. Оля Ал-Ахмед се грижи за къщата-музей и има голям принос в културния живот на селото и региона.

## Хуманитарна дейност
Оля Ал-Ахмед работи като експерт в отдел „Бежанско-мигрантска служба“ към Български червен кръст (БЧК) от 2012 до 2014 г. и е посещавала бежанските лагери в Харманли заедно с българските служби за сигурност като представител на БЧК. Като експерт към бежанско-мигрантската служба на БЧК тя е била ангажирана и с превод от арабски на български за бежанците от Сирия в България. (виж Гражданска война в Сирия)

## Филмография
- Демонът на империята (1971), 10 серии – Оля Садик, малката продавачка на риби
- Рали (филм) – египетската робиня Клео
- Миграцията на паламуда – брокерката англичанката Иви
- Жената на моя живот – преводач на военното разузнаване
- Фамилията – ТВ сериал по bTV – в ролята на съпруга на сирийския мафиот Муса